# Afroślepce
Afroślepce (Tachyoryctini) – plemię ssaków z podrodziny bambusowców (Rhizomyinae) w obrębie rodziny ślepcowatych (Spalacidae).

## Zasięg występowania
Plemię obejmuje gatunki występujące w Afryce.

## Podział systematyczny
Do plemienia należy jeden występujący współcześnie rodzaj:
- Tachyoryctes Rüppell, 1835 – afroślepiec

Opisano również rodzaje wymarłe:
- Eicooryctes Flynn, 1982[7] – jedynym przedstawicielem był Eicooryctes kaulialensis Flynn, 1982
- Kanisamys Wood, 1937[8]
- Nakalimys Flynn & Sabatier, 1984[9] – jedynym przedstawicielem był Nakalimys lavocati Flynn & Sabatier, 1984
- Pronakalimys Tong Haiyan & Jaeger, 1993[10] – jedynym przedstawicielem był Pronakalimys andrewsi Tong Haiyan & Jaeger, 1993
- Protachyoryctes Hinton, 1933[11]
- Rhizomyides Bohlin, 1946[12]